# Josef Muheim-Büeler
Josef Muheim-Büeler (teilweise auch Josef Muheim; * 8. Juli 1941 in Schattdorf) ist ein Schweizer Politiker und Familienforscher. 1942 zog er mit seinen Eltern auf den Bühlhof im luzernischen Greppen. Er gehörte von 1983 bis 1995 dem damaligen Grossrat (heute Kantonsrat) des Kantons Luzern an. Seit 2017 ist er Ehrenbürger der Gemeinde Unterschächen.

## Berufliches
Muheim-Büeler übernahm 1972 den Landwirtschaftsbetrieb seiner Eltern, im Jahr 2000 verkaufte er diesen an seinen Sohn Christian. In den 60er- und 70er-Jahren arbeitete Josef Muheim-Büeler nebenerwerblich als selbständiger Zimmermann und Schreiner.

## Politische Ämter
- 1979–1986: Gemeindepräsident von Greppen
- 1983–1995: Grossrat des Kantons Luzern

## Familienforschung
Kurz nach der Schulzeit begann Muheim-Büeler mit der Familienforschung. Er brachte zahlreiche Publikationen heraus, sein wohl wichtigstes Werk heisst Güter und Familien von Unterschächen. Dabei handelt es sich um ein genealogisches Nachschlagewerk für heutige und zukünftige Generationen des Schächentals.